# Fahrenwalde

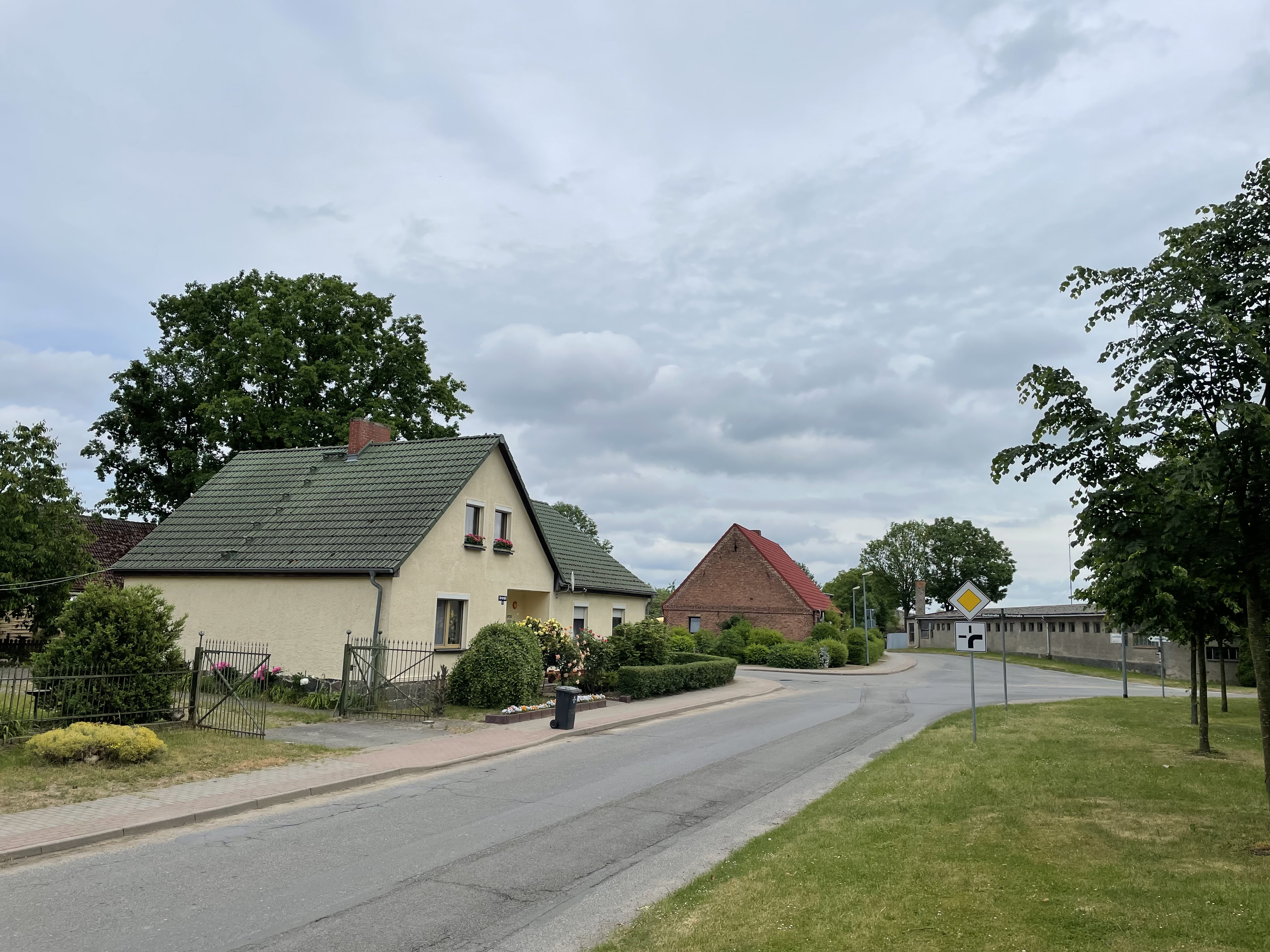
Ortsansicht

Fahrenwalde ist eine Gemeinde im Landkreis Vorpommern-Greifswald im Osten Mecklenburg-Vorpommerns (Deutschland). Sie wird vom Amt Uecker-Randow-Tal mit Sitz in der Stadt Pasewalk verwaltet.

## Geografie
Die Gemeinde an der Landesgrenze zu Brandenburg liegt auf einer Hochfläche, die nach Nordosten zum Randowbruch abfällt. Die Umgebung zwischen der Stadt Pasewalk und der uckermärkischen Kleinstadt Brüssow ist hügelig (Höhen bis 99 m ü. NN). Zwischen dem Kernort Fahrenwalde und dem Ortsteil Bröllin sowie nordöstlich des Ortsteiles Friedrichshof befinden sich mehrere kleine Sölle (unter anderem „Ziegeleipfuhl“ und „Kleiner Roetpfuhl“).
Umgeben wird Fahrenwalde von den Nachbargemeinden Polzow im Norden, Rossow im Nordosten, Bergholz im Osten, Brüssow im Südosten, Carmzow-Wallmow im Süden, Schönfeld im Südwesten, Rollwitz im Westen sowie Pasewalk im Nordwesten.

### Ortsteile
Das Gebiet der Gemeinde Fahrenwalde besteht neben Fahrenwalde aus drei Ortsteilen:
- Bröllin
- Friedrichshof
- Karlsruh

## Geschichte
Am 25. Juli 1952 wurde Fahrenwalde zusammen mit anderen Gemeinden aus dem brandenburgischen, bis 1945 preußischen Landkreis Prenzlau herausgelöst und dem Kreis Pasewalk im Bezirk Neubrandenburg zugeordnet.
Alte Bauernhäuser mit ihren Nebengebäuden bestimmen das Bild des Angerdorfes Fahrenwalde.
Im Ortsteil Bröllin befindet sich ein früheres Rittergut und die zugehörigen Gutsanlagen, das heute als Schloss Bröllin bezeichnet wird, und dessen Ursprünge mindestens bis 1233 datiert werden können.

## Politik

### Gemeindevertretung und Bürgermeister
Der Gemeinderat besteht (inkl. Bürgermeister) aus 7 Mitgliedern. Die Wahl zum Gemeinderat am 26. Mai 2019 hatte folgende Ergebnisse:
| Partei/Bewerber                     | Prozent | Sitze |
| ----------------------------------- | ------- | ----- |
| Wählergemeinschaft Fahrenwalde 2019 | 54,55   | 4     |
| CDU                                 | 22,36   | 2     |

Bürgermeister der Gemeinde ist Stefan Zimmermann, er wurde mit 54,01 % der Stimmen gewählt.

### Dienstsiegel
Die Gemeinde verfügt über kein amtlich genehmigtes Hoheitszeichen, weder Wappen noch Flagge. Als Dienstsiegel wird das kleine Landessiegel mit dem Wappenbild des Landesteils Vorpommern geführt. Es zeigt einen aufgerichteten Greifen mit aufgeworfenem Schweif und der Umschrift „GEMEINDE FAHRENWALDE – LANDKREIS VORPOMMERN-GREIFSWALD“.

## Wirtschaft

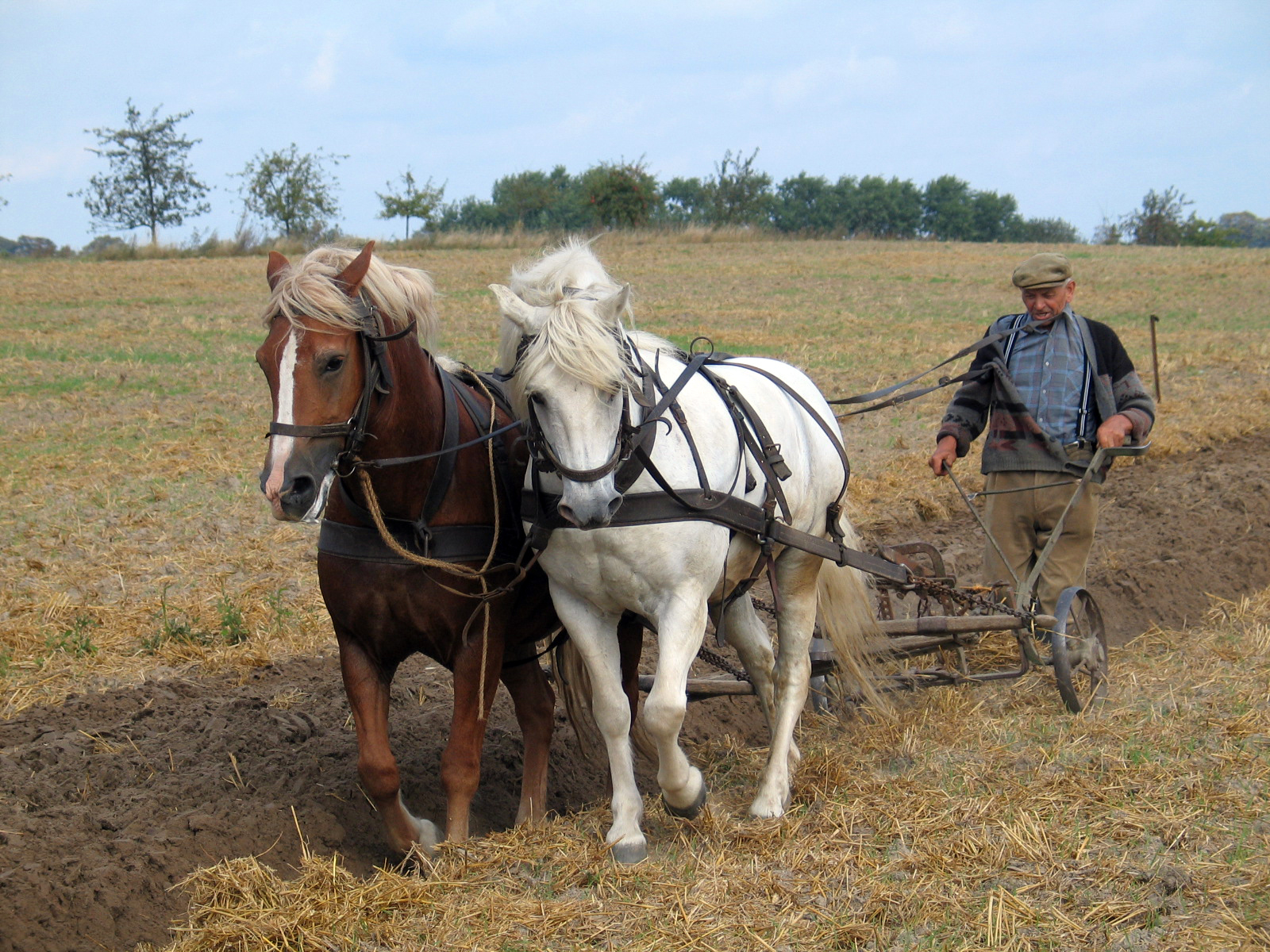
In Fahrenwalde findet jährlich ein Schaupflügen statt

Im Jahre 1847 wurde als gemeinschaftliche Anlage u. a. das Gebiet des Stadtbrooks (Richtung Broellin), das des „Schwarzen Graben“ (Richtung Caselow) und das des Röt-Pools bzw. Rötpfuhls beschrieben. Es wurde erstmals eine Baumschule „Zum Dorfe“ bzw. „zum Gebrauch sämtlicher Fahrenwalder Einwohner“ erwähnt, diese hatte eine Größe von 45 Ruten. Im Dorf existierten drei Schneider. In dieser Zeit war auch die Windmühle am Ortsausgang nach Broellin (Müller Beschoren) gebaut worden, sie wurde 1847 noch als Baustelle bezeichnet.
1860 gab es eine zweite Ziegelei und zwei Getreidemühlen. 1892 gründete sich die dörfliche Molkereigenossenschaft aus acht Mitgliedern. (Hauptartikel: → Dampfmolkerei Fahrenwalde)
Im Jahre 1957 entwickelte sich die MAS (Maschinen-Ausleih-Station) zur MTS (Maschinen-Traktoren-Station), ihr Fuhrpark erweiterte sich stark und auch ein Mähdrescher gehörte dazu. 1958 wurde am westlichen Ortsausgang eine große Schweinemastanlage gebaut und mit Wasser versorgt.
1968–1969 baute die Maurerbrigade der LPG einen zusätzlichen Schweinestall im Ortsteil Karlsruh. Damit verfügte sie mit Fahrenwalde West und dem Ortsteil Herrmannshof über drei große und mehrere kleinere Mastanlagen.
1972 wurde im Dorfzentrum eine neue Gaststätte mit Saal und eine Verkaufsstelle gebaut. Hier zog 1973 auch die „Konsum-Verkaufsstelle“, die sich lange Jahre auf dem Holz´schen Grundstück an der Eckkreuzung befand, ein.
In diesem Jahr besaß die LPG etwa 600 Kühe (35 je ha, Milchleistung 3400 kg pro Jahr und Kuh).

## Verkehrsanbindung
In neun Kilometer Entfernung liegt der Autobahnanschluss Pasewalk-Ost (Ostseeautobahn A 20), Bahnanschluss besteht im zehn Kilometer entfernten Pasewalk. Der Bahnhof Bröllin lag an der Schmalspurbahn Klockow–Pasewalk Ost.

## Sehenswürdigkeiten

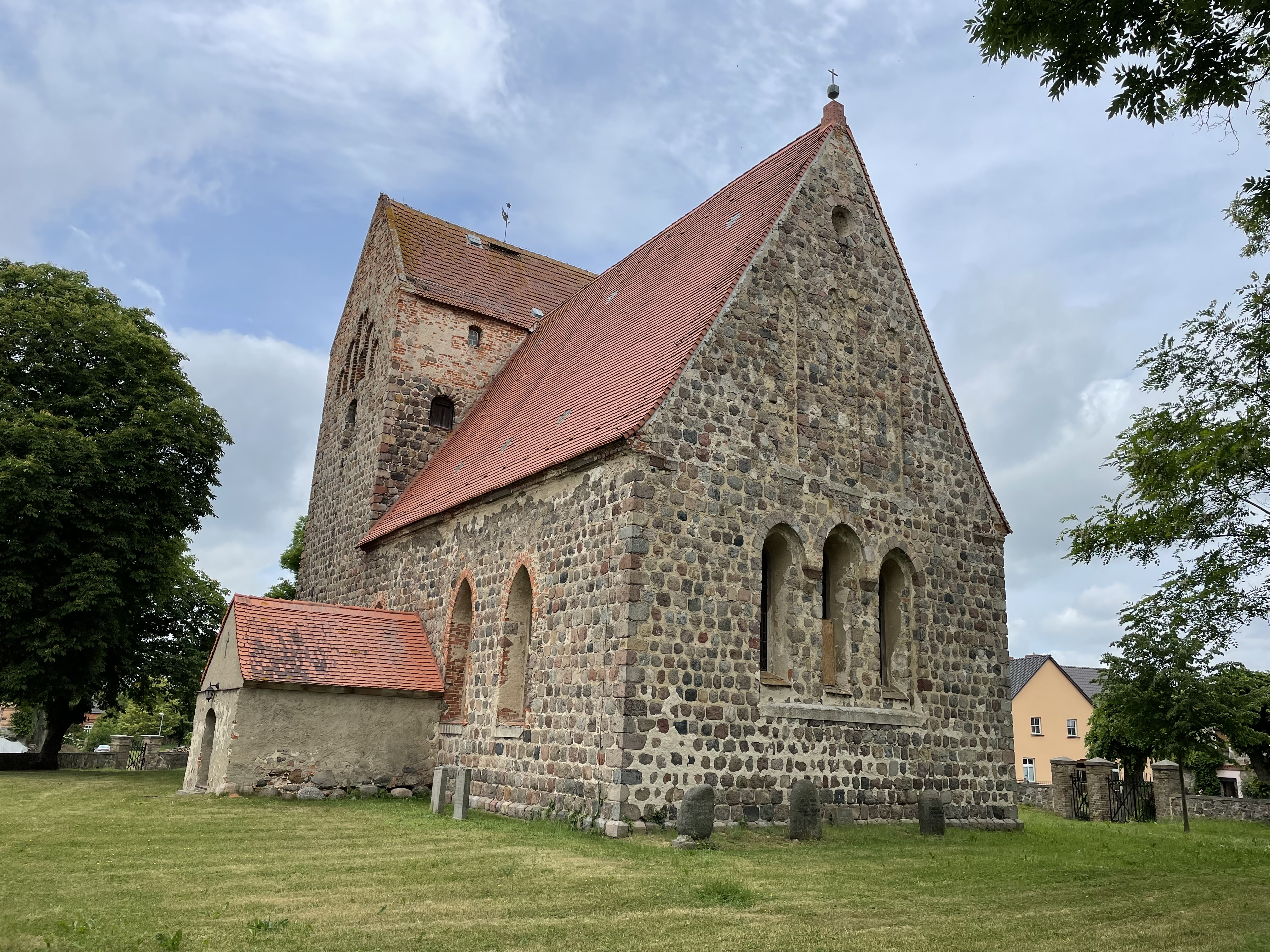
Kirche Fahrenwalde

- Die Kirche Fahrenwalde ist eine Feldsteinkirche aus dem 13. Jahrhundert. Im Innern steht unter anderem ein Altar aus dem Ende des 18. Jahrhunderts.

## Persönlichkeiten
Am 27. Mai 1875 wurde im alten Schulhaus der uckermärkische Heimatdichter Max Lindow (1875–1950) geboren. Er verbrachte hier seine Jugend und der Schöpfer des „Uckermärkerliedes“ erinnerte daran auch in seinen Erzählungen. Aus Friedrichshof stammt Axel Döhn (um 1843–1909), Landrat in Westpreußen.